# Garza County
Garza County är ett administrativt område i delstaten Texas, USA, med 6 461 invånare (2010). Den administrativa huvudorten (county seat) är Post. 

## Geografi
Enligt United States Census Bureau så har countyt en total area på 2 321 km². 2 318 km² av den arean är land och 3 km² är vatten. 

### Angränsande countyn
- Crosby County - norr
- Kent County - öster
- Scurry County - sydost
- Borden County - söder
- Lynn County - väster